# セルジュ・ジョンクール
セルジュ・ジョンクール（Serge Joncour、1961年11月28日 - ）は、フランスの作家、脚本家。
2015年ドゥ・マゴ賞、2016年アンテラリエ賞、2020年フェミナ賞受賞。

## 邦訳作品
- 『U.V.』中原毅志 集英社 2005年7月

## 作品
- ある朝突然、スーパースター
- サラの鍵
- UV -プールサイド-